# One Time (mihimaru GTの曲)
『One Time』（ワン・タイム）は、mihimaru GTの27枚目のシングル。2011年12月14日にユニバーサルミュージックJから発売された。

## 解説
- 2011年第3弾シングルで、コレクションアルバム第3弾である『mihimania III〜コレクション アルバム〜』と同時発売。
- タイトル曲「One Time」は、2012年1月公開の映画『カルテット!』主題歌として書き下ろされた楽曲[1]で、PVには同映画に出演する女優の剛力彩芽が出演している[2]。
- 初回生産盤には、PVとメイキング画像を収録したDVDが付属する。

## 収録曲
1. One Time (5:26)
  - 作詞：OMA、hiroko、mitsuyuki miyake、Hidemi Ino / 作曲：OMA/hiroko、mitsuyuki miyake / 編曲：YANAGIMAN

松竹配給映画『カルテット!』主題歌。
「夢を追うものの孤独」をテーマとして製作された楽曲[2]。
2. SURVIVOR (3:45)
  - 作詞：hiroko、mitsuyuki miyake / 作曲：mitsuyuki miyake、Monkey-J / 編曲：Monkey-J

スクウェア・エニックス提供ブラウザゲーム『MONSTER×DRAGON』公式イメージソング[3]。
3. One Time (Instrumental) (5:10)
4. SURVIVOR (Instrumental) (3:45)

### DVD（初回限定盤のみ）
1. One Time (Music Clip)
2. One Time (Making)

## 楽曲の収録アルバム
One Time
- THE BEST of mihimaru GT 2
- 10th Anniversary BEST 2003-2013
- THE SINGLE of mihimaru GT

SURVIVOR
- 10th Anniversary BEST 2003-2013
- mihimania IV〜コレクション アルバム〜
- mihimania collection